# Abraxas flavisinuata
Abraxas flavisinuata är en fjärilsart som beskrevs av W. Warren 1894. Abraxas flavisinuata ingår i släktet Abraxas och familjen mätare. Inga underarter finns listade i Catalogue of Life.